# Microplinthus minimus
Microplinthus minimus – gatunek chrząszcza z rodziny ryjkowcowatych i podrodziny Molytinae.
Gatunek ten opisany został w 1987 roku przez Władimira W. Żerichina na podstawie samicy odłowionej w 1980 roku. W 2004 roku Massimo Meregalli dokonał jego redeskrypcji.
Chrząszcz o ciele długości 2,88 mm (bez ryjka), ubarwiony ciemnobrązowo z rudym ryjkiem i odnóżami oraz jasno czerwonopomarańczowymi czułkami i stopami. Ryjek gruby, krótszy od przedplecza, u nasady ciemny, matowy i gęsto punktowany. Przedplecze tak szerokie jak długie, ścięte u nasady, delikatnie i regularnie zakrzywione po bokach, grubo punktowane. Pokrywy podługowate, z regularnie rozmieszczonymi, krótkimi, ledwo widocznymi szczecinkami i pozbawione guzków na międzyrzędach. Odnóża o punktowanych udach, goleniach płytko, podłużnie pomarszczonych i pazurkach pozbawionych ząbków.
Ryjkowiec znany tylko z nepalskiego dystryktu Kaski, z wysokości około 2100 m n.p.m.